# Frayba
Le Centre des droits de l'homme Fray Bartholomé de Las Casas (Centro de derechos humanos Fray Bartolome de Las Casas, souvent appelé Frayba) est une organisation non gouvernementale défendant les droits de l'homme. Fondée en 1989 à l'initiative de Samuel Ruiz Garcia, évêque de San Cristóbal de Las Casas, cette organisation est d'inspiration catholique et œcuménique. 

Le Frayba s'occupe particulièrement dans son travail de :
- l'intégrité et l'indivisibilité des droits de l'homme ;
- le respect de la diversité culturelle et du droit de libre détermination ;
- la justice intégrale, comme nécessite pour la paix ;
- le développement d'une culture du dialogue, de la tolérance et de la réconciliation, avec respect de la pluralité culturelle et religieuse.

En écoutant, documentant et informant les cas de violations des droits de l'homme au Chiapas, ils recueillent et révèlent les exactions commises. Ils accompagne en justice les victimes, et dénoncent publiquement lorsque nécessaire. Ils organisent aussi un système d'envois de brigades civiles d'observation (Brico), en tant que mécanisme de prévention des agressions.
Ils ont été présents lors du massacre d'Acteal ainsi que tout au long de la révolte au Chiapas avec l'EZLN.